# Vireo chivi
Vireo chivi  (лат.) — вид воробьинообразных птиц из семейства виреоновых. Ранее, до 2017 года, когда таксон был повышен до вида по результатам молекулярного исследования, он считался подвидом Vireo olivaceus. В отличие от последнего, представители вида не мигрируют в Северную Америку для размножения, постоянно оставаясь в Южной. Выделяют 9 подвидов.

## Описание

### Птенцы и молодые особи
Птенцы рождаются почти голыми, с желтой кожей и редким пухом. У молодых особей коричневатая или желтовато-коричневая (в зависимости от подвида) верхняя часть тела, на голове рисунок менее контрастный, чем у взрослых особей. Слизистая оболочка рта бледнее, чем у взрослых, до 6-месячного возраста.

### Взрослые особи
Область под глазами грязно-белого цвета. Кроющие крыла тускло-серо-коричневые с оливково-зеленой каймой. Подхвостье очень бледное. Горло, грудь и брюхо грязно-белого или серовато-белого цвета с зеленоватым оттенком на боку и боках груди. Цвет верхней челюсти клюва варьируется от черного до черновато-коричневого или темно-серого. Радужная оболочка коричневого цвета, хотя оттенок варьируется от бледно-коричневого до красновато-коричневого. Ноги от бледно-коричневого до бледно-серого цвета.

## Распространение
Обитают в Колумбии, Эквадоре, Перу, Бразилии, Венесуэле, Гвианах, Тринидаде и Тобаго, Парагвае, Уругвае, Аргентине.
МСОП присвоил виду охранный статус LC.